# Euproctis albonotata
Euproctis albonotata är en fjärilsart som beskrevs av James John Joicey 1916. Euproctis albonotata ingår i släktet Euproctis och familjen tofsspinnare. Inga underarter finns listade i Catalogue of Life.